# 川上広樹
川上 広樹（かわかみ ひろき）は、下野足利藩の家老・学者。

## 生涯
天保9年（1838年）に足利藩武家屋敷で生まれた。文久元年（1861年）より田崎草雲と協力して農民兵の育成に尽力した。文久2年（1862年）8月には藩政改革の建白書を藩主の戸田忠行に提出し、翌年6月から改革を開始した。主なものでは郷士教育に尽力している。幕末の動乱期では藩内を尊王派にまとめ上げた。
明治維新後、足利藩の大参事となる。明治18年には太政官修史館の御用掛を務めるため、表神保町にあった旧主君である戸田忠行邸に寄寓している。国学や和歌にも通じ、晩年は郁文館ほかで儒学を教えた。明治28年（1895年）12月2日に死去。享年58。
著書に「足利学校事蹟考」がある。